# زورق صواريخ النوع 024
زورق صواريخ النوع 024 هو زورق صواريخ صغير صيني الصنع ومسلح بصاروخين مضادين للسفن. طور منه نسختين. على الرغم من وضع معظمهم في الخدمة الاحتياطية، هناك العشرات لا تزال في الخدمة الفعلية. أٌعيد تسليح الزوارق في الخدمة الفعلية بصواريخ سي-101 [الإنجليزية] الأسرع من الصوت المضادة للسفن.

## الفئات الفرعية

### فئة هيكو
فئة هيكو هي الإصدار الرئيسي لزورق الصواريخ من النوع 024 وتعرف أيضاً باسم فئة هيغو وفئة هوكو وفئة هوغو وفئة هووغو وفئة هووكو، حسب اختلاف التهجئة والنطق. هذه الفئة هي التحسينات الصينية المزودة بهيكل فولاذي مقارنة بزورق الصواريخ السوفيتي الأصلي ذي الهيكل الخشبي من فئة كومار. صمم الزورق المعهد 701 في ووهو بينما صمم المعهد 713 قاذفة الصواريخ على الزورق. منذ تسليم حوض سفن ووهو أول زورق من الفئة، بُني حوالي 80 وحدة في المجموع، بما في ذلك زوارق التصدير. صُدر عشرة زوارق فئة هوكو إلى إيران.

### فئة هوما
بالإضافة إلى تطوير زورق الصواريخ فئة هوكو، طورت أيضاً نسخة أخرى مزعنفة من زورق صواريخ النوع 024. سُميت هذه النسخة زورق صواريخ الفئة هوما، لكن التصميم أثبت أنه أقل إرضاءً، وتقاعدت الفئة بعد خدمتها للتقييم في بحرية جيش التحرير الشعبي.

## المشغلون
- ألبانيا: اشترت البحرية الألبانية أربعة زوارق في 1976-1977. خرجت من الخدمة في 1982-1984.
- بنغلاديش: حصلت البحرية البنغالية على ما مجموعه خمسة زوارق من هذه الفئة. كُلفت الزوارق دوربار (P8111) ودورانتا (P8112) في 6 أبريل 1983، دورفيديا (P8113) ودوردام (P8114) في 10 نوفمبر 1983 وأوتال (P8141) كآخر زورق صاروخي في 1 أغسطس 1992.[1]
- الصين: استحوذت بحرية جيش التحرير الشعبي على حوالي 110 زورق صاروخي بحلول 1985. بحلول 1995، كان هناك حوالي 50 زورقاً في الخدمة الفعلية و25 زورقاً آخر في الاحتياط. توقف تشغيل جميع الزوراق الصينية بحلول 2008. حُول أحدها إلى زورق طائر تجريبي.
- مصر: كلفت البحرية المصرية ستة زوارق من هذه الفئة في 27 أكتوبر 1984 (بأرقام 609 و611 و613 و615 و617 و619). ثُبت رادار تريتون عليها في 1994. كانت لا تزال في الخدمة بحلول 2008.[3]
- باكستان: حصلت البحرية الباكستانية على أربعة زوارق من هذه الفئة: ہیبت (P1021)، جلالت (P1022)، جُرات (P1023) وشجاعت (P1024) خلال 1981-1982.[4]
- إيران: حصلت البحرية الإسلامية الإيرانية على 10 زوارق.